# This I Promise You
Singles de NSYNC
I'll Never Stop
(2000) Pop
(2001)
Clip vidéo
[vidéo] « This I Promise You », sur YouTube
This I Promise You est une chanson du boys band américain *NSYNC extraite de leur deuxième album studio, sorti au printemps 2000 et intitulé No Strings Attached.
En automne 2000, la chanson a été publiée en single. Aux États-Unis, c'était le troisième single tiré de cet album (après Bye Bye Bye et It's Gonna Be Me). En Europe, c'était le quatrième single tiré de cet album (après Bye Bye Bye, I'll Never Stop et It's Gonna Be Me).
Aux États-Unis, la chanson a débuté à la 82e place du Hot 100 du magazine Billboard pour la semaine du 30 septembre 2000 et atteint la 5e place dans la semaine du 2 décembre.
Au Royaume-Uni, la chanson a débuté à la 21e place du hit-parade des singles pour la semaine du 26 novembre au 2 décembre 2000. Elle a également atteint la 12e place en Suède, la 18e place en Wallonie (Belgique francophone), la 32e place en Nouvelle-Zélande, la 37e place en Allemagne, la 40e place en Suisse, la 42e place en Australie, la 43e place en Flandre (Belgique néerlandophone) et la 80e place aux Pays-Bas.